# Interface utilisateur tangible

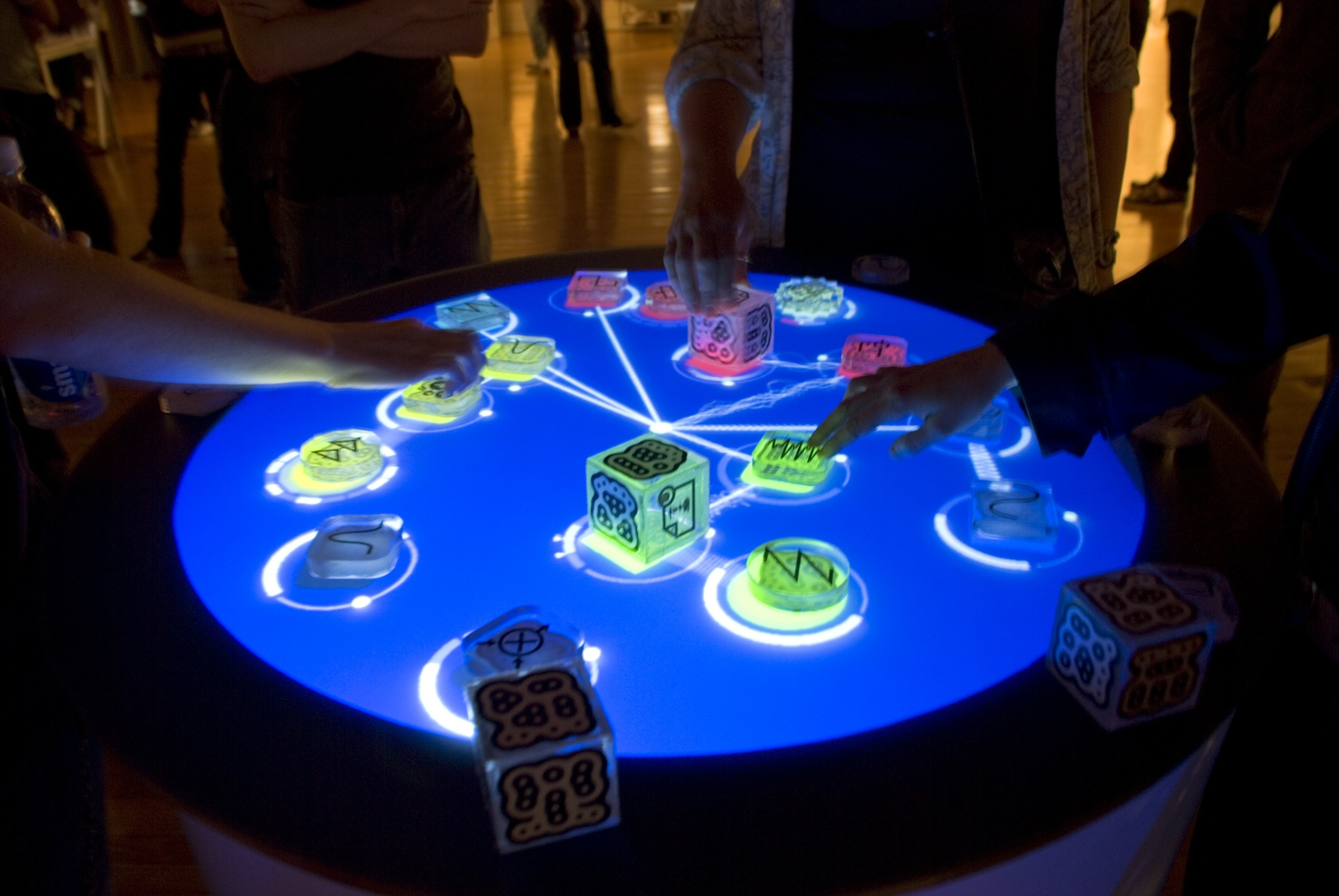
Reactable, un exemple d'interface utilisateur tangible

Une interface utilisateur tangible est une interface utilisateur sur laquelle l'utilisateur interagit avec l'information numérique par le moyen de l'environnement physique. 
L'objectif de développement des interfaces utilisateur tangibles est d'encourager la collaboration, l'éducation et le design (conception) en donnant à l'information digitale une forme physique, profitant ainsi des capacités humaines de saisir et de manipuler des objets physiques et des matériaux.

## Caractéristiques
Les principales caractéristiques des tables tangibles interactives peuvent être résumées comme suit[réf. souhaitée] : les représentations physiques sont couplées par calcul à des informations numériques sous-jacentes, ainsi que les représentations physiques incarnent des mécanismes de contrôle interactif. Encore, les représentations physiques sont couplées aux représentations numériques activement médiatisées et l'état physique des objets tangibles incarne des aspects clés de l'état numérique d'un système.
Selon Kim Mi Jeong et Mary Lou Maher, les cinq propriétés fondamentales de définition des interfaces utilisateur tangibles sont les suivantes :
- Espace-multiplex à la fois entrée et sortie.
- L'accès simultané et la manipulation de composants d'interface.
- Des dispositifs spécifiques puissants.
- Des dispositifs de calcul spatialement conscients.
- Re-configurabilité spatiale des dispositifs.

## Exemples d'IUT
Un exemple simple d'interface utilisateur tangible est la souris d'ordinateur[réf. souhaitée]. Glisser la souris sur une surface plane et avoir un pointeur se déplaçant sur l'écran en conséquence. Il y a une relation très claire sur les comportements montrés par un système avec les mouvements d'une souris.
Un autre exemple d'interface utilisateur tangible est le répondeur à billes (Marble Answering Machine) de Durrell Bishop (1992).
Différents prototypes sur table interactive avec objets tangibles, dans des contextes centralisés (une surface interactive) et distribués (plusieurs surfaces interactives) sont disponibles, relativement à des domaines d'application variés (architecture, transports, éducation...).